# فوهة كريستيان ماير

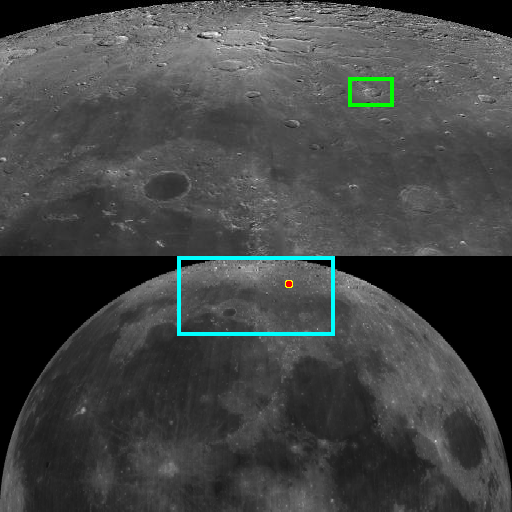
موقع فوهة كريستيان ماير

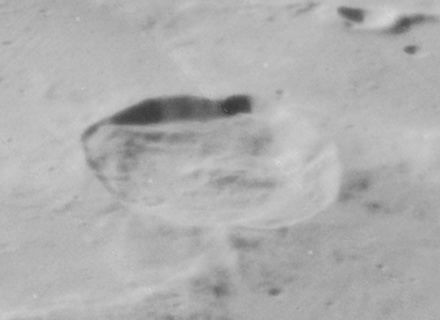
مقطع أفقي لفوهة كريستيان ماير.

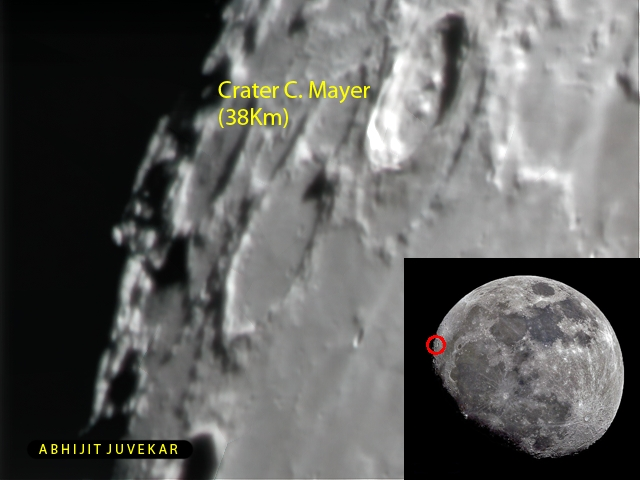
فوهة كريستيان ماير

فوهة كريستيان ماير (63.2°N 17.3°E) هي فوهة صدمية قمرية تقع على الحافة الشمالية من بحر ماري فريغوريس وشمال فوهة أريستوتيليز البارزة، جنوب فوهة شيبشانكس وغرب فوهة كين المغمورة بالحمم البركانية.

## الوصف

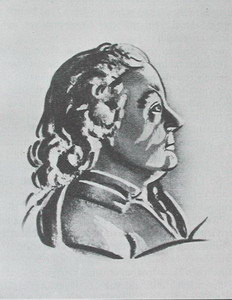
عالم الفلك التشيكي- الألماني كريستيان ماير

فوهة كريستيان ماير فوهة صغيرة الحجم نسبيا، مع حواف خارجية حادة محددة بشكل جيد. لا تظهر الحواف بشكل دائري تماما، فهي أقرب إلى الشكل المضلع مع وجود انبعاجات خارجية على طول الحافة خصوصا في الناحية الغربية. تمتاز الجدران الداخلية بأنها على شكل مدرجات خشنة وغير منتظمة. تقع الذروة المركزية شمال مركز الفوهة تماما، ممتده ناحية الشمال.
يبلغ طول قطر الفوهة 38 كم تقريبا بينما لم يتم تحديد عمقها حتى وقتنا الراهن، وعلى زاوية 343° من شروق الشمس. سميت الفوهة بهذا الاسم تكريما لعالم الفلك التشيكي- الألماني كريستيان ماير على مجمل أعماله.

## فوهات القمر الصناعي
لرسم خريطة مماثلة لفوهات القمر يتم وضح حروف على كل جانب من جوانب الفوهة ومركزها لكل حرف منهم دلاله معينة.
| كريستيان ماير | خط طول  | خط عرض  | القطر |
| ------------- | ------- | ------- | ----- |
| B             | 60.2° N | 15.6° E | 36 كم |
| D             | 62.1° N | 18.6° E | 66 كم |
| E             | 61.1° N | 16.0° E | 12 كم |
| F             | 62.0° N | 19.5° E | 7 كم  |
| H             | 64.1° N | 14.7° E | 43 كم |

## وصلات خارجية
- فوهات القمر
- جوله حول فوهات القمر -ناسا.